# Keito Sakurai
Keito Sakurai (櫻井 圭登 Sakurai Keito?,  Tokio, Japón, 2 de febrero de 1993) es un actor japonés, afiliado a Bamboo.

## Biografía
Sakurai nació el 2 de febrero de 1993 en la ciudad de Tokio, Japón. Su carrera como actor comenzó en 2011 y desde entonces ha aparecido en varios programas de televisión y películas, aunque su enfoque principal es la actuación teatral. Algunos de sus roles más destacados en musicales incluyen el de Tweedle Dum en Alice in the Country of Hearts, Hajime Shino en Ensemble Stars, el fabricante de paraguas Shiro en Adekan, Rui Tatsumi en Star-Myu y Sasuke Uchiha en Naruto, con el cual realizó una gira por China.

## Filmografía

### Televisión
- Motto Snata no Shiranai Sekai: Kyōfu-hen (2011, BS TBS) como Kanno
- Lifting My Dream (2013, TV Asahi) como Anzai
- Dr. Rintarō (2015, Nippon TV)
- Risk no Kamisama (2015, Fuji TV)
- Five (2017, Fuji TV) como Chikazu Masato

### Películas
- Shikkoku no shō (2013) como Reo
- Shinda Me o Shita Shōnen (2015) como Satoshi Tanaka
- Assassination Classroom (2015) como Estudiante